# Kryvorivnya
Kryvorivnya (in ucraino Криворівня?) è un villaggio del distretto di Verchovyna nell'oblast' di Ivano-Frankivs'k, nell'Ucraina occidentale. È uno dei principali centri della minoranza hutsula.

## Geografia
Kryvorivnya sorge nella vallata del fiume Čornyj Čeremoš, nel versante nord-orientale dei Carpazi Orientali. È situata ad 8 km a nord-est di Verchovyna.

## Storia
Il villaggio risulta menzionato per la prima volta nel 1719.

## Monumenti e luoghi d'interesse
- Chiesa della Natività della Santa Madre di Dio

## Cultura

### Istruzione

#### Musei
- Museo Etnografico di Antichità Hutsule
- Museo Letterario Ivano Franko